# ساچی ماتسوموتو
ساچی ماتسوموتو (انگلیسی: Sachi Matsumoto؛ زادهٔ ۲۹ مارس ۱۹۷۳) صداپیشگی در ژاپن اهل ژاپن است. وی از سال ۱۹۹۰ میلادی تاکنون مشغول فعالیت بوده‌است.